# Бонни (озеро, Антарктида)
Бонни (Бонней, англ. Lake Bonney) — бессточное подлёдное солёное озеро в Антарктиде, в западной оконечности долины Тейлор под поверхностью Сухих долин Мак-Мердо на Земле Виктории к западу от пролива Мак-Мердо. Покрыто круглый год постоянной ледяной шапкой мощностью около 4 м и питается ледниковыми водами. Общая минерализация воды в озере вертикально распределена на три слоя. Температура воды в покрытом льдом озере Бонни составляет максимум 7,5 °C на глубине 13 м и минимум −2,5 °C на дне на глубине 32 м. Концентрация растворённой соли увеличивается с глубиной — солёная вода оказывается около дна, пресная — у поверхности. Имеет необычно соленую консистенцию. Тип вод — хлор-кальциевый.
Озеро Бонни соединяется с одним из двух крупных подземных солёных бассейнов на глубине до 350 метров под долиной Тейлор. Вода, пробиваясь через толщу льда ледника Тейлор на ледяную шапку озера Бонни создаёт Кровавый водопад, который обязан своим появлением, предположительно, деятельности подземной колонии анаэробных бактерий, чей метаболизм основан на переработке железа и серы.